# 圆颌裂腹鱼
圆颌裂腹鱼（学名：Schizothorax rotundimaxillaria）为輻鰭魚綱鯉形目鲤科裂腹鱼属的鱼类。在中国，分布于云南腾冲县大盈江上游支流、产于滇滩、东营、猴桥等地，主要生活于小河激流水体。该物种的模式产地在云南腾冲县滇滩、东营和猴桥、属伊洛瓦底江支流大盈江上游支流。體長可達14.5公分。

## 扩展阅读
維基物種上的相關：圆颌裂腹鱼